# Olindias malayensis
Olindias malayensis is een hydroïdpoliep uit de familie Olindiasidae. De poliep komt uit het geslacht Olindias. Olindias malayensis werd in 1905 voor het eerst wetenschappelijk beschreven door Maas. 